# ورویر گالستیان
ورویر گالستیان (ارمنی: Վրույր Գալստյան؛ زاده ۳ مارس ۱۹۲۴ – درگذشته ۱۰ ژوئیهٔ ۱۹۹۶) یک نقاش اهل ارمنستان بود.

## زندگی‌نامه
ورویر گالستیان در سال ۱۹۲۴ در ایروان، ارمنستان به دنیا آمد. در سال ۱۹۵۸ از کالج هنری پانوس ترلمزیان، ایروان فارغ‌التحصیل شد. از سال ۱۹۵۹ تا ۱۹۶۴ در انستیتو هنرهای زیبای ایروان تحصیل نمود. از سال ۱۹۶۲ وی در نمایشگاه‌های ارمنستان و خارج از ارمنستان: آرژانتین، پرتغال، فرانسه، آلمان، ایالات متحده آمریکا بعلاوه جمهوری‌های پیشین اتحاد جماهیر شوروی سوسیالیستی شرکت نمود. نقاشی‌های خویش را در نگارخانه ملی ارمنستان، موزه هنرهای مدرن ایروان، نگارخانه ترتیاکوف مسکو، موزه هنرهای شرقی مسکو و در بسیاری مجموعه‌های شخصی به نمایش گذاشته شده‌است. ورویر گالستیان در سال ۱۹۹۶ در ایروان درگذشت.

## نگارخانه

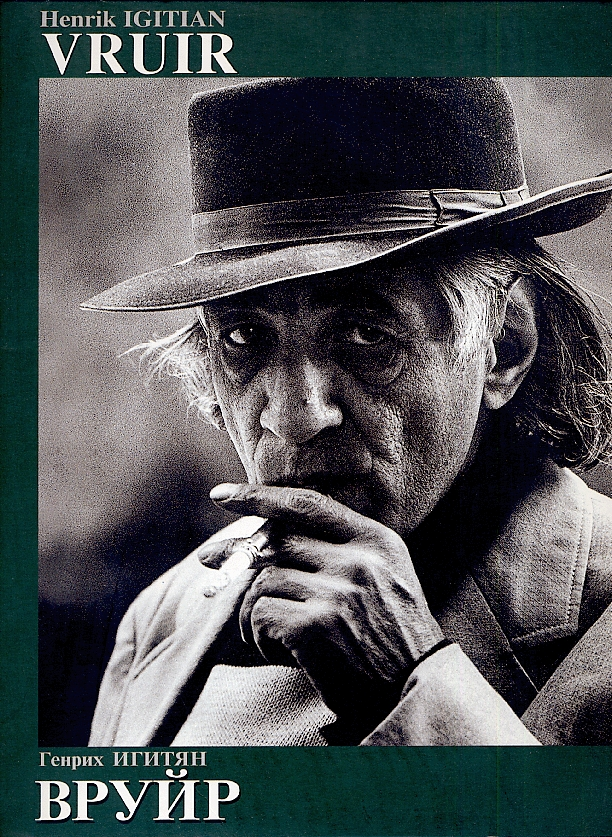
Henrik Igityan - “Vruir”[۱] (کتاب)
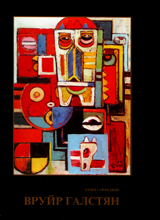
Helen Gayfejyan - “Vruir Galstian”[۲] (کتاب)
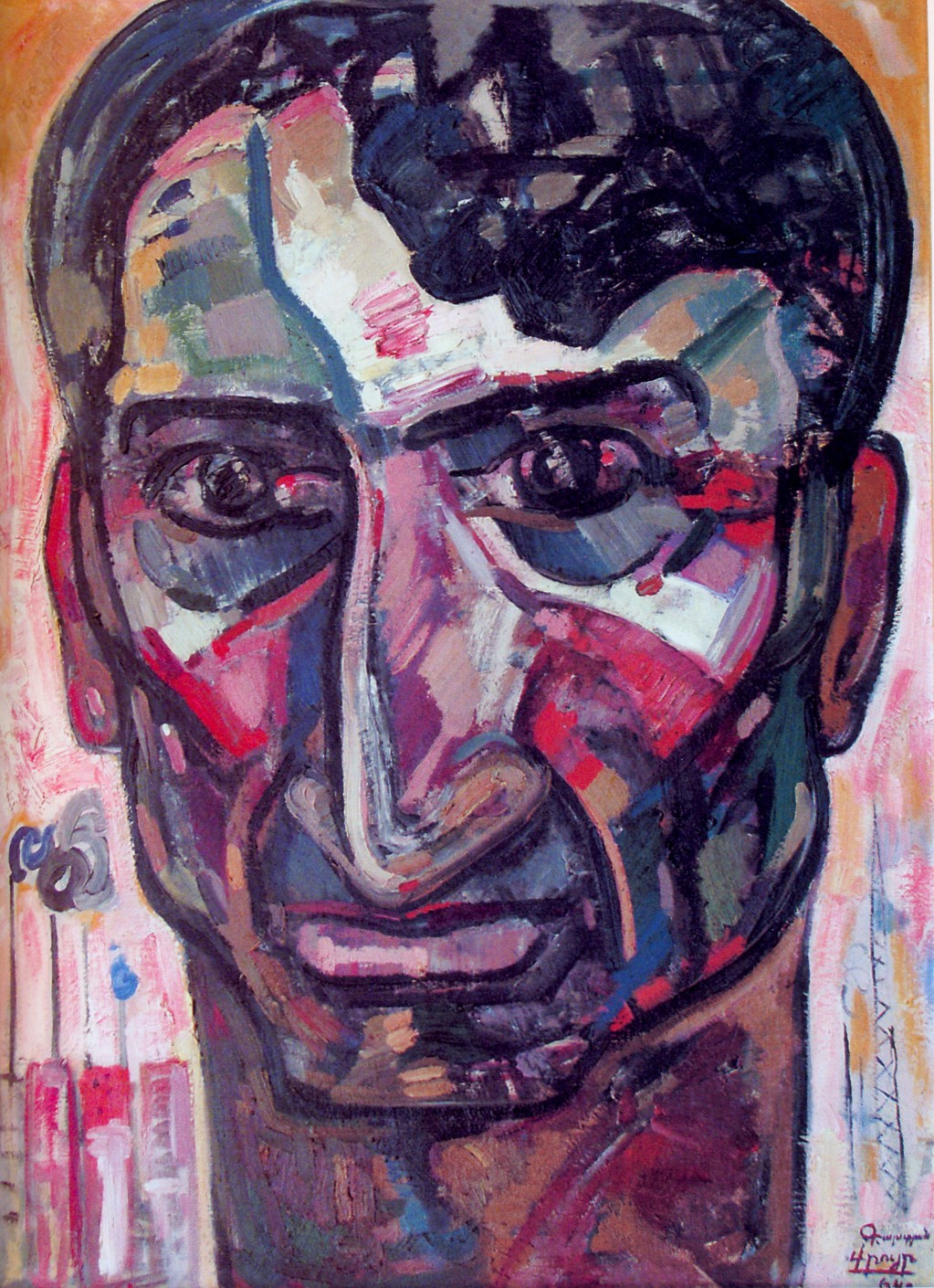
پرتره یقیشه چارنتس (۱۹۶۴)